# Cephalopholis hemistiktos

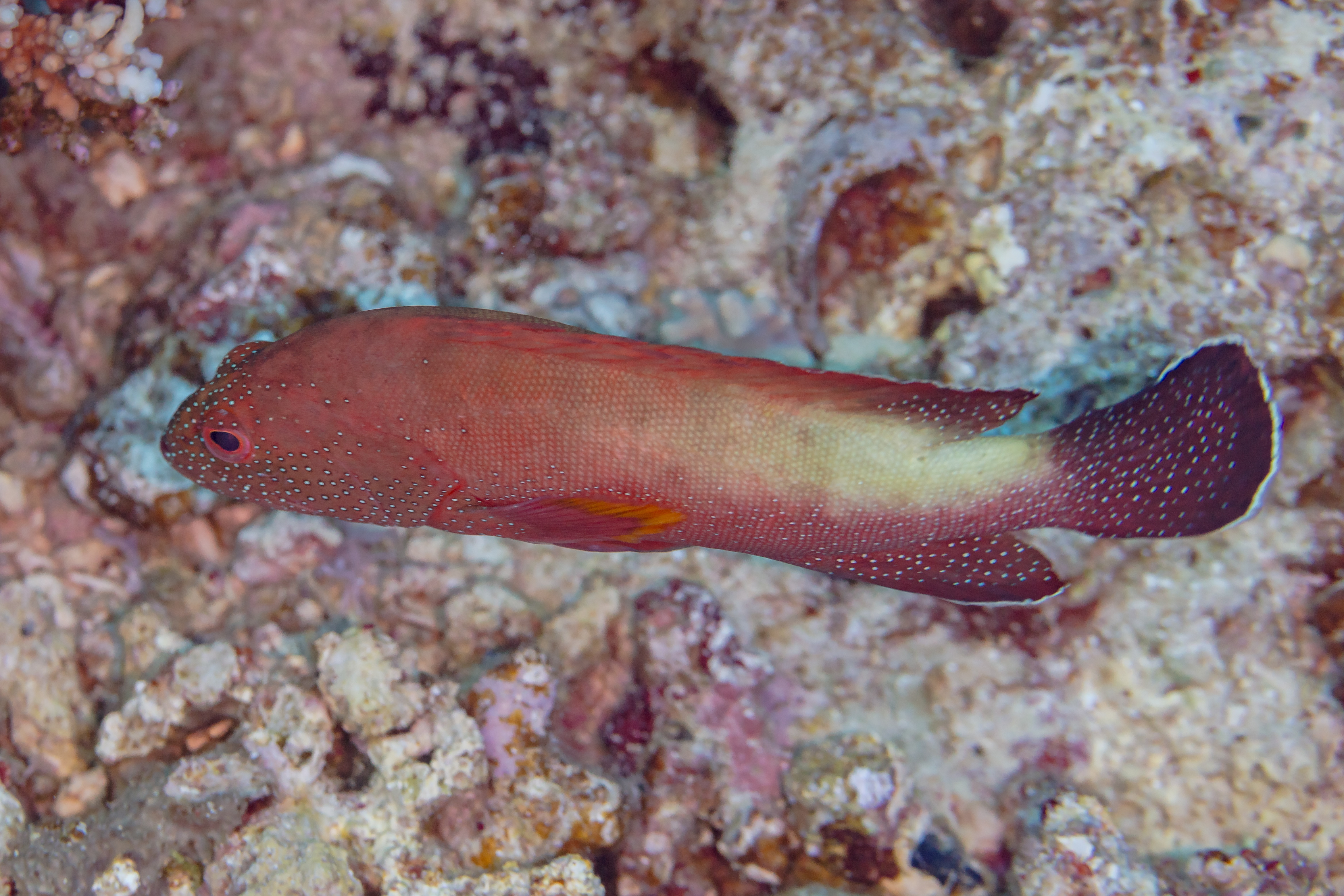
Esemplare nel Mar Rosso

Cephalopholis hemistiktos (Rüppell, 1830) è un pesce osseo marino appartenente alla famiglia Serranidae.

## Distribuzione e habitat
Questa specie è endemica di un'area che comprende il mar Rosso, il golfo Persico e le coste del Pakistan.
É una specie legata alle barriere coralline, principalmente diffusa laddove le colonie di madrepore sono distanziate e non formano una copertura continua.
Si trova tra 4 e 55 metri di profondità, più comunemente fra 15 e 20.

## Descrizione
Ha l'aspetto tipico delle cernie ma piuttosto allungato e slanciato. La mascella raggiunge e talvolta supera l'occhio. La livrea è decisamente variabile: la tinta di fondo è verdastra od oliva negli esemplari che vivono in acque superficiali mentre è rossa in quelli che stazionano più in profondità, queste colorazioni possono avre diverse screziature o essere disposte in fasce. il corpo e le pinne sono cosparsi di macchioline azzurre o più di rado bianche, che spesso mancano nella regione dorsale. Le pinne pettorali hanno la parte posteriore gialla.
La taglia massima è di 35 cm, quella comune di circa 23 cm. Gli individui del mar Rosso sono sensibilmente più piccoli.

## Biologia
Può vivere fino a 26 anni.

### Comportamento
Diurno.

### Alimentazione
Predatore. Si nutre di pesci (64% della dieta, prevalentemente della famiglia Pomacentridae) e crostacei. Caccia durante le ore del giorno.

### Riproduzione
Forma coppie monogame che difendono un territorio ampio fino a 62 mq. 

## Pesca
Nel mar Rosso, dove raggiunge una taglia piccola, è oggetto solo occasionale di pesca mentre viene insidiato con più frequenza nel resto dell'areale anche se non esiste una pesca mirata a questa specie. Viene catturato con lenze, nasse e con il fucile subacqueo.

## Conservazione
Si tratta di una specie abbondante, specie nel mar Rosso dove è la specie di cernia più comune. Le popolazioni più soggette a prelievo come quelle di Abu Dhabi mostrano segni di rarefazione. La degradazione dell'ambiente corallino è un'altra possibile minaccia. La lista rossa IUCN, comunque, la classifica come "a rischio minimo".